# Antoine Castelanet
Antoine Castelanet, né à Toulon le 23 août 1754 et mort à Paris le 16 décembre 1829, est un homme politique français, membre de l'Assemblée nationale constituante et un des dirigeants de l'insurrection fédéraliste de Marseille en 1793.

## Biographie
Antoine Castelanet naît le 23 août 1754 à Toulon et est baptisé le même jour à Sainte-Marie. Il est le fils de Jacques Castelanet, professeur de belles lettres, et de Blanche Flameng.
Notaire royal, Antoine Castelanet est élu député suppléant du tiers état de la sénéchaussée de Marseille aux États généraux de 1789 avant d'être admis à siéger le 20 juin de la même année en remplacement d'André Liquier décédé. Il intervient plusieurs fois à l'Assemblée nationale, principalement pour défendre Marseille, par exemple à l'occasion de la prise et de la démolition des forts ou pour démentir le bruit que la ville voulait s'ériger en République. Il est secrétaire de l'Assemblée et membre du comité colonial.
Au printemps 1793, il devient, avec Pierre Peloux, un des chefs du mouvement sectionnaire de Marseille qui s'était insurgé contre la Convention montagnarde et son représentant à Marseille, le "Club patriotique des amis de la Constitution". Il est élu secrétaire du Comité général des 32 sections de Marseille qui se crée le 1er mai 1793. Le 12 juin, ce comité destitue l'ancienne municipalité et la remplace par une municipalité provisoire composée de deux représentants de chaque section. Il publie en même temps un « manifeste des républicains marseillais » qui se déclare en insurrection contre la Convention. Celle-ci répond le 19 juin en cassant les décisions prises par le Comité général des sections de Marseille et en mandant Peloux et Castelanet à sa barre. En effet, il est question de lui à la Convention. Sur la proposition de Charlier, on décide qu'il serait convoquer pour se justifier des accusations d'incivisme portées contre lui, étant alors considéré comme un des chefs du parti contre-révolutionnaire à Marseille.
Alors que le mouvement sectionnaire se développe en un mouvement fédéraliste dont s'emparent les forces aristocratiques et royalistes, il fait partie avec Pierre Peloux, Raymond fils aîné, Pierre Laugier et Jean Abeille, un royaliste notoire, du comité de sûreté et d'exécution mis en place le 15 août 1793. Sous prétexte d'assurer l'approvisionnement alimentaire de la population marseillaise, la tâche principale de ce comité sera de prendre contact avec les représentants de deux états en guerre avec la France, l'amiral Hood, commandant de l'escadre anglaise, et l'amiral Langora, commandant de l'escadre espagnole.
Lorsque l'armée du général Carteaux rentre dans Marseille le 25 août 1793, Peloux s'enfuit à Toulon, puis émigre en Espagne. Il reviendra en France pour s'installer à Paris où il mourra.